# Zdravljenje
Zdrávljenje ali terapíja, tudi kúrativa, zajema različne postopke in uporabo zdravil za povrnitev zdravja ali izboljšanje prizadetih telesnih ali duševnih funkcij. Kadar je zdravljenje usmerjeno na vzrok oziroma na povzročitelja bolezni (npr. insulin pri sladkorni bolezni, penicilin pri škrlatinki), govorimo o vzročnem (kavzalnem) zdravljenju, pri simptomatskem zdravljenju pa gre le za blaženje simptomov.